# OPUS
OPUS står for Optimal trivsel, Udvikling og Sundhed og er et forskningsprojekt under LIFE - Det Biovidenskabelige Fakultet ved Københavns Universitet. Projektets formål er sikre det videnskabelige grundlag for at kommende generationer af danskere igennem en sundere livsstil og en regionalt baseret kost og madkultur (Ny nordisk hverdagsmad) vil udnytte deres potentiale til bedre trivsel, positiv mental og fysisk udvikling, optimal sundhed og sygdomsforebyggelse.
Projektet vil desuden tilstræbe at denne viden udbredes til befolkningen og skaber grundlag for ændret adfærd blandt andet gennem skoler og institutioner.

## Opdelt i flere delprojekter
OPUS er opdelt i såkaldte "Arbejdspakker" (delprojekter), der hver især har et fokusområde, der kan være med til at opfylde det overordnede mål for projektet.
- Udvikling af ny nordisk hverdagsmad Arkiveret 22. juni 2010 hos  Wayback Machine
- Accept af ny nordisk hverdagsmad Arkiveret 15. april 2009 hos  Wayback Machine
- Supermarkedsprojektet Arkiveret 15. april 2009 hos  Wayback Machine
- Søvn og appetitregulering Arkiveret 22. juni 2010 hos  Wayback Machine
- Skolemadsprojektet Arkiveret 22. juni 2010 hos  Wayback Machine
- Laboratorieundersøgelser Arkiveret 18. april 2009 hos  Wayback Machine
- Kommunikation Arkiveret 22. juni 2010 hos  Wayback Machine

## OPUS Center
Projektet har hjemsted på LIFE - Det Biovidenskabelige Fakultet, hvor professor, dr. med Arne Astrup står i spidsen for projektet.

## Samarbejdsparter
Projektet er et samarbejde mellem: 
- LIFE – Det Biovidenskabelige Fakultet ved Københavns Universitet
- Institut for Idræt Arkiveret 6. august 2009 hos  Wayback Machine ved Københavns Universitet
- DTU Fødevareinstituttet
- Meyers Madhus v. Claus Meyer
- Gentofte Universitetshospital Arkiveret 7. marts 2008 hos  Wayback Machine
- Danmarks Pædagogiske Universitetsskole ved Aarhus Universitet
- Nordea-fonden – der har finansieret projektet med 100 mio. kroner

## Eksterne links
OPUS's hjemmeside